# Olešná (okres Beroun)
Olešná je obec v okrese Beroun ve Středočeském kraji, necelých 10 km jihozápadně od Hořovic. Žije zde 466 obyvatel. Historické jádro obce, sestávající z usedlostí, paprsčitě soustředěných kolem čtvercové návsi, je od roku 1995 chráněno jako vesnická památková zóna.

## Historie
První písemná zmínka o obci pochází z roku 1331.

## Obecní správa

### Územněsprávní začlenění
Dějiny územněsprávního začleňování zahrnují období od roku 1850 do současnosti. V chronologickém přehledu je uvedena územně administrativní příslušnost obce v roce, kdy ke změně došlo:
- 1850 země česká, kraj Praha, politický okres Hořovice, soudní okres Zbiroh[5]
- 1855 země česká, kraj Praha, soudní okres Zbiroh
- 1868 země česká, politický okres Hořovice, soudní okres Zbiroh
- 1896 země česká, politický okres Rokycany, soudní okres Zbiroh[6]
- 1939 země česká, Oberlandrat Plzeň, politický okres Rokycany, soudní okres Zbiroh[7]
- 1942 země česká, Oberlandrat Praha, politický okres Rokycany, soudní okres Zbiroh[8]
- 1945 země česká, správní okres Rokycany, soudní okres Zbiroh[9]
- 1949 Pražský kraj, okres Hořovice[10]
- 1960 Středočeský kraj, okres Beroun
- 2003 Středočeský kraj, okres Beroun, obec s rozšířenou působností Hořovice

### Rok 1932
Ve vsi Olešná (590 obyvatel, poštovna) byly v roce 1932 evidovány tyto živnosti a obchody: 2 obchodníci s dobytkem, 2 hostince, kolář, Západočeský konsum, kovář, krejčí, řezník, 3 obchody se smíšeným zbožím, Spořitelní a záložní spolek pro Olešnou, 2 trafiky, 2 truhláři, zámečník.

## Doprava
Dopravní síť
- Pozemní komunikace – Obcí prochází silnice II/117 Žebrák - Hořovice - Olešná - Strašice - Spálené Poříčí.

- Železnice – Železniční trať ani stanice na území obce nejsou.

Veřejná doprava 2011
- Autobusová doprava – Z obce vedly autobusové linky např. do těchto cílů: Beroun, Hořovice, Komárov, Plzeň, Praha, Rokycany, Strašice, Žebrák (dopravce PROBO BUS, a. s.).

## Pamětihodnosti

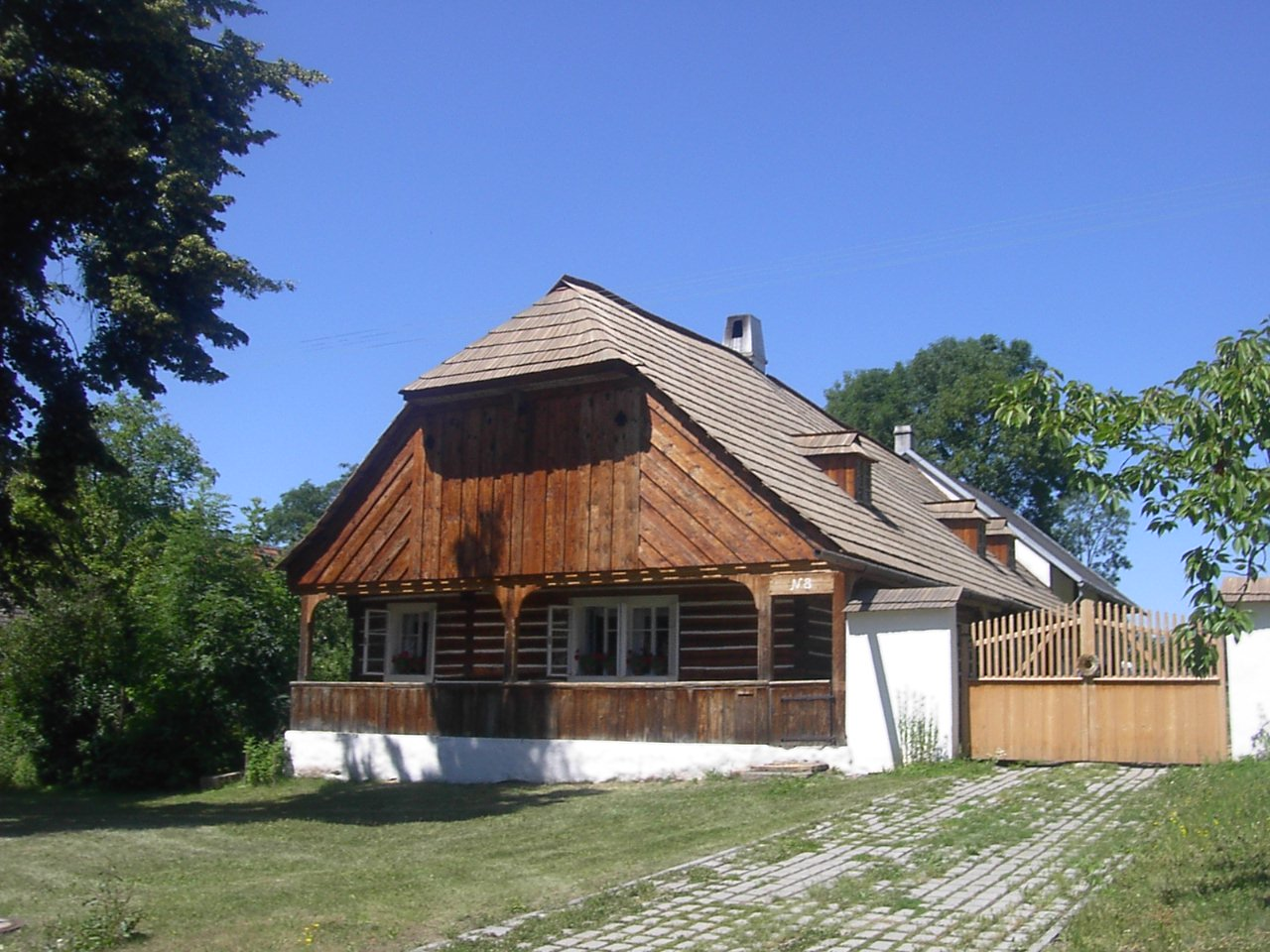
Lidová architektura v Olešné

- Kaplička s křížem na návsi
- Zemědělský dvůr čp. 12
- Usedlosti čp. 1, 8 a 37

## Kultura

### Spolky
- Sbor dobrovolných hasičů – Sbor byl založen v roce 1895. Činnost sboru, která byla přerušena v letech p oroce 1989 byla znovu obnovena v roce 2014, kdy byla zřízená nová jednotka sboru. V srpnu roku 2017 oslavil sbor 120. výročí založení sboru. Sbor mimo jiné pomáhá s organizací kulturních akcí v obcí jako je pálení čarodějnic, Den s obcí apod. Také pořádá tradiční hasičský ples. Součástí sborů je mužské a ženské družstvo účastnící se soutěží v požárním sportu a oddíl mládeže. K 1. lednu 2019 měl sbor 42 aktivních členů, z toho 16 dětí.